# خميس الإسي
خميس عبد الكريم الإسي هو أستاذ تأهيل الأعصاب وطب الألم المسند بالبراهين، وأستاذ مشارك في كلية الطب بالجامعة الإسلامية في غزة. يُعتبر مؤسس ورئيس وحدة الطب المسند بالبراهين في كلية الطب بالجامعة الإسلامية.

## الحياة الأكاديمية والمهنية
اختير الدكتور الإسي زميلا متقدما بأكاديمية الصحة العالمية بجامعة إدنبرة في المملكة المتحدة، وذلك إثر مبادرته في تقديم خدمة الرعاية التلطيفية وطب الألم للمرضى المصابين بأمراض مزمنة مثل السرطان والفشل الكلوي والتهاب المفاصل المزمن. وقد نُشرت هذه الخدمة منذ عام 2010، مما أدى إلى عقد أكثر من 50 ورشة عمل ومحاضرة وتنظيم مؤتمر دولي بحضور أكثر من 500 طبيب في عام 2019.

## الإنجازات والجوائز
حصل الدكتور الإسي على درجة الماجستير في الطب المسند بالبراهين من جامعة أكسفورد في بريطانيا، وهي شهادة تعد الأولى من نوعها في عربيا. وحصل على زمالة فخرية من جامعة أكسفورد لمساهماته في نشر ثقافة الطب المسند بالبراهين. كما نال جائزة التميز الأكاديمي من جامعة أكسفورد لعامي 2017 و2018 لنشره ثقافة علاج الألم والرعاية التلطيفية في قطاع غزة.

## عضويات دولية
- عضو المجمع الدولي للحبل الشوكي في فانكوفر، كندا.
- عضو الاتحاد العالمي للتأهيل العصبي في لندن، المملكة المتحدة.
- عضو الجمعية الدولية لتشخيص الألم في سياتل، الولايات المتحدة.
- عضو الجمعية الدولية للطب الطبيعي وإعادة التأهيل في بلجيكا.
- عضو الأكاديمية الأمريكية للطب الطبيعي وإعادة التأهيل في شيكاغو، الولايات المتحدة.

## المؤتمرات الدولية
- المنسق العام للمؤتمر الدولي الأول للطب المسند بالبراهين (2013) بالتعاون مع جامعة أكسفورد.
- المنسق العام للمؤتمر الدولي الثاني للطب المسند بالبراهين (2016) بين الواقع والمأمول.

## تأسيس وحدة الطب المسند بالبراهين
أسس الدكتور الإسي وحدة الطب المسند بالبراهين في الجامعة الإسلامية بغزة عام 2009، وبدأ بتدريس هذا المفهوم لطلبة الطب منذ عام 2008. تهدف الوحدة إلى استخدام أفضل الأدلة العلمية لضبط الممارسات الطبية، وقد نظمت أكثر من 10 دورات رئيسية و50 ورشة عمل.

## دوره خلال الأزمات
خلال الحرب على غزة، قام الدكتور الإسي كما ورد في مجلة نتشر العلمية الدولية بدور محوري في علاج الجرحى في مستشفى الأهلي العربي، حيث قاد الجهود الطبية لتقديم الرعاية الصحية الطارئة في ظل ظروف الحرب والتدمير.